# 젖당불내증
젖당불내증(영어: lactose intolerance) 또는 젖당불내성(-糖不耐性) 또는 젖당못견딤증은 선천적으로 젖당을 분해하는 효소가 부족하여 우유와 같이 젖당이 풍부한 음식을 소화하는 데 장애를 겪는 증상을 의미한다.

## 용어
유당(젖당)분해효소결핍증(乳糖分解酵素缺乏症), 유당불내증, 유당분해효소부족증 등도 같은 뜻으로 쓰인다.

## 원인
보통 영아기에는 소장 내에 젖당분해효소가 풍부하게 존재하나 이유기를 거치며 점차 감소하는 경향을 보이는데, 젖당 섭취의 감소가 하나의 원인으로 작용하지만 근본적으로는 유전적 소인에 인한 것으로 아시아인과 아프리카인에 비교적 흔하다.

## 증상
젖당못견딤증이 있는 사람이 젖당을 과량 섭취하게 되면 젖당이 소장에서 분해되지 못한 채 결장으로 이동하며 장내 세균에 의해 활발하게 분해되고, 이 과정에서 다량의 가스가 발생하여 속 더부룩함과 꾸륵거리는 소리, 복부 팽만감 등이 나타나며 동시에 장 내 삼투압이 증가하여 수분이 장에 유입되므로 설사 증상도 나타난다.

## 치료
젖당못견딤증은 유전병의 일종으로 병원 치료를 통한 완치는 어렵다. 그러나, 락테이스(lactase) 효소를 통해 소화를 도울 수는 있다.
최근에는 유당불내증이 있는 영아를 위해 유당 함량이 낮거나 제거된 특수 분유가 사용되며, 일부 제품에는 장내 환경을 개선하는 유산균이 포함되기도 한다. 특히 *Lactobacillus reuteri DSM 17938* 균주는 장내 발효와 염증 반응을 조절하여 영아의 과도한 울음과 불편감을 줄이는 데 도움을 줄 수 있다는 연구 결과가 보고되었다. 또한 2013년 메타분석에 따르면 해당 유산균 섭취 시 하루 평균 울음 시간이 유의미하게 감소한 것으로 나타났다. 관련 소비자 가이드에 따르면, 유산균이 포함된 일부 분유는 유당 분해를 도와 배앓이 완화에 긍정적 효과를 줄 수 있다.

## 나라, 인종별 증상 비율
| 나라 | 인종     | 어린이(%) | 어른(%)  |
| --- | -------- | --------- | -------- |
| 미국 | 앵글로   | 0 ~ 12    | 15       |
| 미국 | 코카시안 | 0 ~ 20    | 10 ~ 45  |
| 미국 | 원주민   | 10 ~ 20   | 70       |
| 미국 | 흑인     | 11 ~ 72   | 58 ~ 100 |
| 미국 | 멕시칸   | 18 ~ 56   | 26 ~ 53  |
| 미국 | 인디안   | 31 ~ 74   | 62 ~ 100 |
| 미국 | 동양인   |           | 75 ~ 100 |
| 미국 | 베트남인 |           | 100      |
| 핀란드                                                                                                   | 핀란드   |           | 8 ~ 28   |
| 프랑스                                                                                                   | 프랑스   | 47        | 37       |
| 독일 | 독일     | 15        | 15       |
| 영국 | 영국     |           | 34(pts*) |
| 일본 | 일본     |           | 100      |
| 한국 | 한국     |           | 75       |
| - 모든 자료는 젖당못견딤증과 소화불량을 포함한 수치 - *pts: 환자. 출처: Am. J. Clin. Nutr. 48:1086(1988) |          |           |          |

| 인종                                                                    | 자기인식(%) | 우유 섭취량(mL/일) |
| ----------------------------------------------------------------------- | ----------- | ------------------ |
| 알래스카 에스키모                                                       | 66          | 240                |
| 중국인                                                                  | 56, 60      | 300                |
| 재미 베트남인                                                           | 97          | 300                |
| 캐나다 인디안                                                           | 85          | 240                |
| 아리조나 학생                                                           | 90          | 720                |
| 트리니다드 동 인디안                                                    | 67          | 300 ~ 600          |
| 멕시칸                                                                  | 52          | 550 ~ 700          |
| 페루인                                                                  | 증상없음    | 720                |
| 페루인                                                                  | 증상있음    | 240                |
| - 젖당못견딤증을 가진 사람 중 - 출처: Am. J. Clin. Nutr. 48:1086(1988). |             |                    |

## 기타
그러나 젖당못견딤증은 유당을 전혀 소화시키지 못하는 것이 아닌 효소의 부족으로 일부만 소화시켜 일어나는 증상이며, 또한 요구르트·치즈와 같이 발효된 유제품이나 젖당분해효소 첨가 제품을 섭취하면 증상이 나타나지 않을 수도 있다. 유제품은 칼슘의 중요한 급원 식품이므로 젖당못견딤증이 있는 사람의 경우 칼슘이 부족해지지 않도록 식단 구성에 각별한 주의가 필요하다.

## 같이 보기
- 위장병학
- 두유